# Västra Gåsloken
Västra Gåsloken är en sjö i Mora kommun i Dalarna och ingår i Dalälvens huvudavrinningsområde.